# 전순
전순(田順, ? ~ 기원전 71년)은 전한 중기의 관료로, 경조윤 장릉현(長陵縣) 사람이다. 승상 전천추의 아들이다.

## 행적
원봉 4년(기원전 77년), 전천추의 뒤를 이어 부민후(富民侯)에 봉해졌다.
본시 2년(기원전 72년), 운중태수 재임 중 호아장군(虎牙將軍)이 되어 전광명·범명우·한증·조충국과 함께 흉노 정벌에 나섰다. 전순은 800여 리를 진군하여 단여오수(丹余吾水)에 이르렀고, 1,900여 개의 수급을 얻고 말·소·양 등의 가축 7만여 마리를 노획하는 전공을 올렸다. 그러나 귀환에 늑장을 부렸고, 또 노획품의 수를 허위로 보고한 것이 들통나 스스로 목숨을 끊었다.

## 출전
- 반고, 《한서》 권8 선제기·권18 외척은택후표·권94상 흉노전 上

| 선대 아버지 부민정후 전천추 | 전한의 부민후 기원전 77년 ~ 기원전 71년 | 후대 (봉국 폐지) |